# GJB1
GJB1 (англ. Gap junction protein beta 1) – білок, який кодується однойменним геном, розташованим у людей на X-хромосомі. Довжина поліпептидного ланцюга білка становить 283 амінокислот, а молекулярна маса — 32 025.
| 10         |  | 20         |  | 30         |  | 40         |  | 50         |
| ---------- |  | ---------- |  | ---------- |  | ---------- |  | ---------- |
| MNWTGLYTLL |  | SGVNRHSTAI |  | GRVWLSVIFI |  | FRIMVLVVAA |  | ESVWGDEKSS |
| FICNTLQPGC |  | NSVCYDQFFP |  | ISHVRLWSLQ |  | LILVSTPALL |  | VAMHVAHQQH |
| IEKKMLRLEG |  | HGDPLHLEEV |  | KRHKVHISGT |  | LWWTYVISVV |  | FRLLFEAVFM |
| YVFYLLYPGY |  | AMVRLVKCDV |  | YPCPNTVDCF |  | VSRPTEKTVF |  | TVFMLAASGI |
| CIILNVAEVV |  | YLIIRACARR |  | AQRRSNPPSR |  | KGSGFGHRLS |  | PEYKQNEINK |
| LLSEQDGSLK |  | DILRRSPGTG |  | AGLAEKSDRC |  | SAC        |  |            |

A: Аланін

C: Цистеїн

D: Аспарагінова кислота

E: Глутамінова кислота

F: Фенілаланін

G: Гліцин

H: Гістидин

I: Ізолейцин

K: Лізин

L: Лейцин

M: Метіонін

N: Аспарагін

P: Пролін

Q: Глутамін

R: Аргінін

S: Серин

T: Треонін

V: Валін

W: Триптофан

Кодований геном білок за функцією належить до фосфопротеїнів. 
Локалізований у клітинній мембрані, мембрані, клітинних контактах.